# Bahnhof Hösel
Der Bahnhof Hösel ist einer von zwei Bahnhöfen mit Personenverkehr in der Stadt Ratingen in Nordrhein-Westfalen und Station der S-Bahn Rhein-Ruhr. Sein ehemaliges Empfangsgebäude steht unter Denkmalschutz.

## Lage
Der Bahnhof liegt im Ratinger Stadtteil Hösel und ist vor allem für Pendler in den Raum Essen und den Raum Düsseldorf von großer Bedeutung. Dies betrifft auch die Nachbarstadt Heiligenhaus, welche keinen eigenen Bahnanschluss mehr besitzt und über die B 227 sowie eine Buslinie direkt mit dem Bahnhof verbunden ist.

## Geschichte

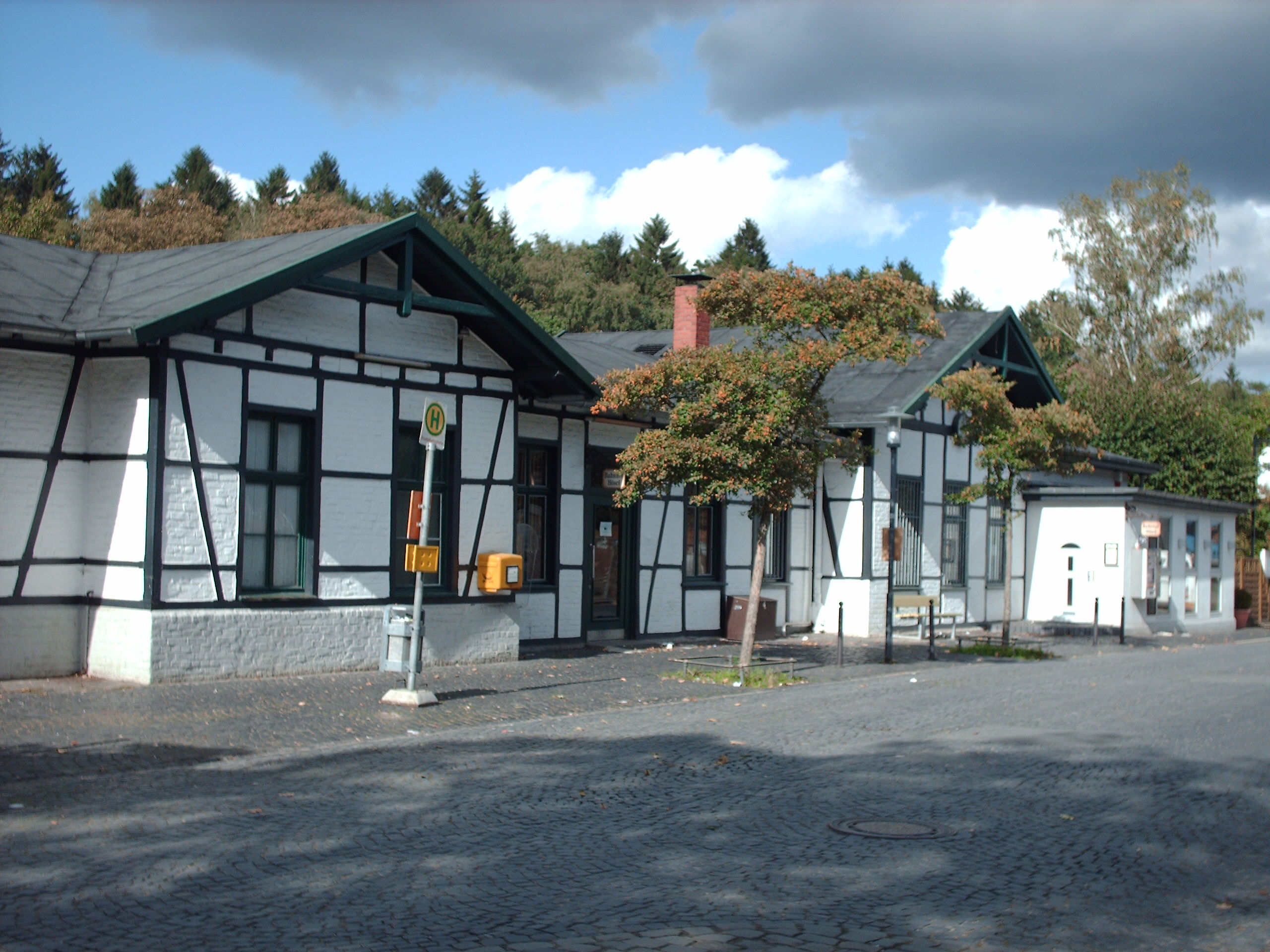
Ehemaliges Empfangsgebäude, heute als Gaststätte genutzt

Der Bahnhof wurde mit der Ruhrtalbahn im Abschnitt Düsseldorf–Essen-Werden zwischen 1870 und 1872 errichtet. Westlich des Bahnsteigs und des Empfangsgebäudes gab es ein Anschlussgleis zum Lokschuppen und zum Güterschuppen der Kleinbahn Heiligenhaus–Hösel. Die dampfbetriebene Schmalspurbahn wurde 1923 eingestellt, der Personenverkehr wird heute durch die Buslinie 770 bedient. Östlich des Bahnsteigs und des ehemaligen Bahnübergangs gab es einen Gleisanschluss zur Tapetenfabrik Hösel & Saar. Dieser Anschluss ist heute, ebenso wie der Anschluss zur Schmalspurbahn, zurückgebaut.

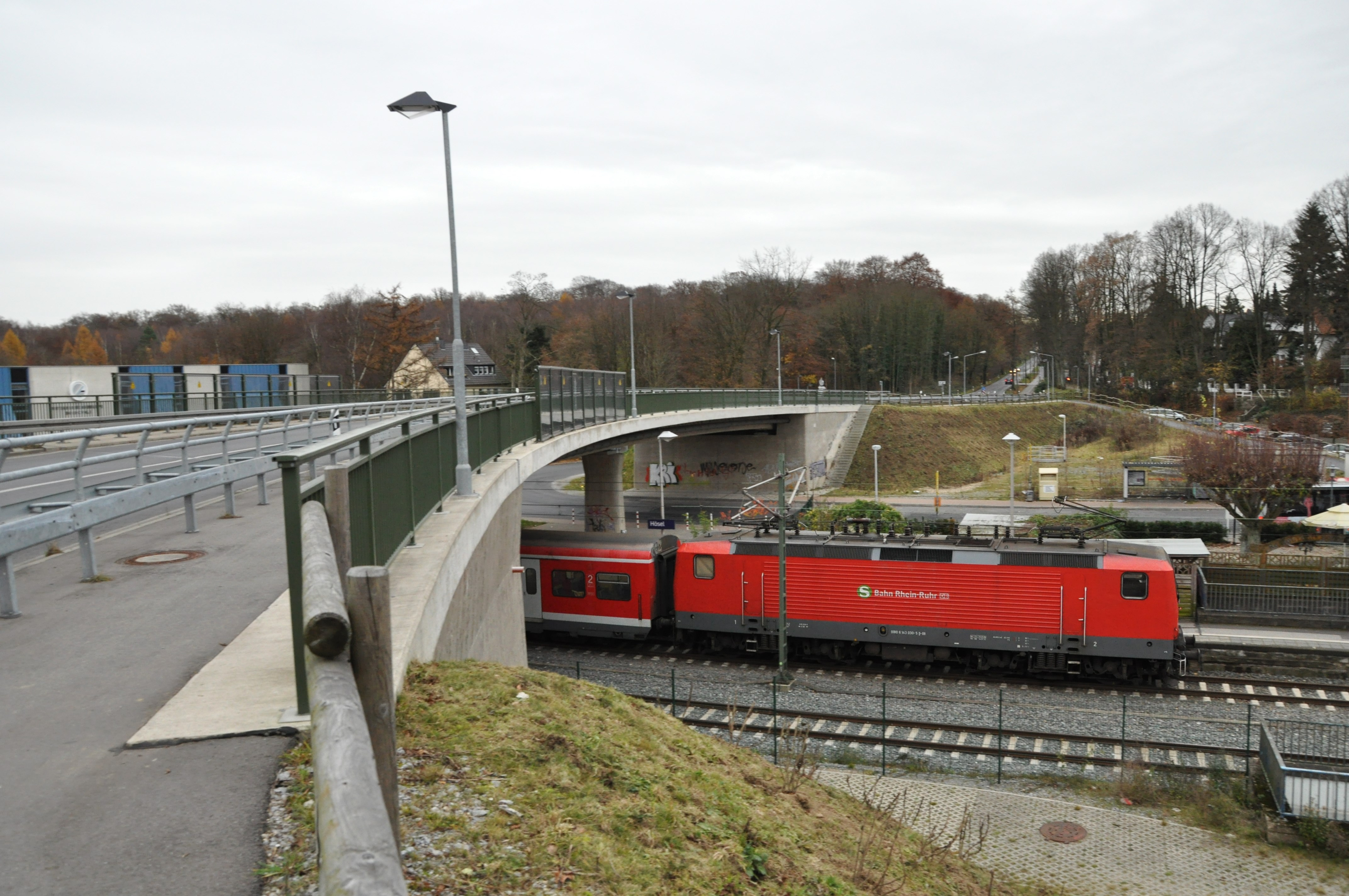
Die Brücke mit einer Lokomotive der DB-Baureihe 143

Bis 2012 befand sich am Bahnhof Hösel ein Bahnübergang mit Halbschranken, über den die Bundesstraße 227 die Gleise querte, welche auf direktem Wege die Städte Heiligenhaus und Velbert mit dem Autobahnkreuz Breitscheid verbindet. Da sowohl die Bahnstrecke mit der S 6 im 20-Minuten-Takt als auch die Bundesstraße mit täglich über 1000 Kraftfahrzeugen sehr stark frequentiert sind, entstanden immer wieder Rückstaus aufgrund des Bahnübergangs. Darum entschloss sich Landesbetrieb Straßenbau Nordrhein-Westfalen, den Bahnübergang durch eine Brücke zu ersetzen. Diese wurde 2012 fertiggestellt.
Heute existieren keine baulichen Überreste mehr vom Bahnübergang Hösel, da die letzten Schrankenüberreste bei der Renovierung der Bahnstrecke zwischen Ratingen Ost und Essen-Werden im Sommer 2014 entfernt wurden, um Platz für die Gleisbau-Fahrzeuge zu schaffen.
Innerhalb des Bahnhofs, etwa 500 Meter nordöstlich des Bahnhofsgebäudes, befindet sich der ehemals zweigleisige Höseler Tunnel. Seit der Elektrifizierung im Jahre 1968 kann dieser nur noch eingleisig befahren werden. Die bahnbetriebliche Bedeutung des Höseler Bahnhofs beschränkt sich heute auf die Bedienung der notwendigen Signalanlagen des eingleisigen Tunnelabschnitts. Die zugehörige Stellwerksanlage der Bauart Dr S2 befindet sich innerhalb des Empfangsgebäudes und wird vom Zentralstellwerk Essen Hauptbahnhof aus ferngesteuert.
Das denkmalgeschützte Empfangsgebäude wird inzwischen als Gaststätte benutzt.
Im Januar 2024 kam es zu einem Erdrutsch im Bereich des Bahnhofs zwischen den Bahnsteigen und dem Höseler Tunnel Hösel, dessen Beseitigung sowie Wiederherstellung des Betriebes voraussichtlich bis Mitte des Jahres 2026 dauern wird. Bis dahin findet am Bahnhof Hösel kein Zugverkehr statt, stattdessen ist ein Schienenersatzverkehr mit Bussen zwischen Ratingen Ost und Essen Kettwig eingerichtet.

## Anbindung
Der S-Bahnhof Hösel besitzt zwei Seitenbahnsteige mit Zugang am nördlichen Bahnsteigende. Direkt neben dem Bahnhof befinden sich ein Park-and-Ride-Parkplatz sowie ein Busbahnhof, der von vier Buslinien bedient wird, davon eine Taxi-Buslinie. Die Buslinien werden von der Rheinbahn betrieben.
| Linie | Verlauf | Takt |
| ----- | --- | --- |
| S 6   | Essen Hbf – Essen Süd – E-Stadtwald – E-Hügel – E-Werden – Kettwig – Kettwig Stausee – Hösel – Ratingen Ost – D-Rath – D-Rath Mitte – D-Derendorf – D-Zoo – D-Wehrhahn – Düsseldorf Hbf – D-Volksgarten – D-Oberbilk – D-Eller Süd – D-Reisholz – D-Benrath – D-Garath – D-Hellerhof – Langenfeld-Berghausen – Langenfeld (Rheinland) – Lev.-Rheindorf – Lev.-Küppersteg – Leverkusen Mitte – Lev.-Chempark – K-Stammheim – K-Mülheim – K-Buchforst – K-Messe/Deutz – Köln Hbf – K-Hansaring – K-Nippes (– K-Geldernstr./Parkgürtel – K-Longerich – K-Volkhovener Weg – K-Chorweiler – K-Chorweiler Nord – K-Blumenberg – K-Worringen) Stand: Fahrplanwechsel Dezember 2023 | 20 min (werktags) 30 min (sonn-/feiertags, Essen–Düsseldorf auch samstags) Nippes–Worringen nur werktags 5–20 Uhr und sonn-/feiertags 11–21 Uhr |
| 751   | Linienast 1: D-Kaiserswerth, Klemensplatz – Schloss Kalkum – D-Angermund, Auf der Krone (Angermund , 300 m) / Linienast 2: Angermund – Hauptlinienweg: Im Großen Winkel – Am Fettpott – Ratingen-Lintorf, Am Wüstenkamp – Rehhecke – Am Kämpchen – Lintorf, Rathaus – Lintorf, Friedhof – Ratingen-Breitscheid, Krummenweg – Ratingen, Hösel | 20 Min |
| 770   | Ratingen-Hösel – Hösel, Bergbusch – Heiligenhaus-Unterilp → Unterstadt ← Höseler Platz → In der Blume/Stadtmitte ← Heiligenhaus, Rathaus → Abtskücher Straße ← Ehemannshof → Heiligenhaus-Hetterscheidt, Kuhs ← Schürhofer Straße – Velbert, Dalbecksbaum – Am Berg – Willy-Brandt-Platz – Velbert ZOB | 20 min |
| 773   | Ratingen, Hösel – Hösel, Bergbusch – Eggerscheidt – Ratingen, Hauser Ring – Ratingen Ost – Ratingen Mitte | 60 Min |
| O 14  | Ratingen-Hösel – Ratingen-Breitscheid, Krummenweg – Ratingen-Breitscheid, Am Kessel Ortsbus-Linie in Ratingen; Taxibus, der nur nach Voranmeldung fährt | 60 Min |
| DL 1  | Ratingen-Hösel → Ratingen-Eggerscheidt – Ratingen-Breitscheid, Krummenweg – Ratingen-Lintorf – Ratingen-Tiefenbroich – Ratingen-West – Ratingen Mitte – Ratingen Ost | 60 Min |

Die Disco-Buslinie DL 1 nach Ratingen Ost verkehrt am Wochenende. Die Buslinien von Richtung Breitscheid (751, O 14 und DL 1) bedienen außerdem die Haltestelle Hösel S, Nordseite, welche einen schnelleren Einstieg in die S-Bahnen Richtung Düsseldorf ermöglicht.

## Umbau ab 2019
Im April 2019 begann die Gemeinde Ratingen mit dem Bau eines neuen Busbahnhofs mit vier Bussteigen unterhalb der 2012 fertiggestellten Brücke, außerdem sollte 2020 der Vorplatz umgestaltet werden. Die Deutsche Bahn begann im Oktober mit Umbaumaßnahmen zur Modernisierung der Station.
Die Bahnsteige wurden dabei auf 96 Zentimeter über Schienenoberkante angehoben, um einen stufenlosen Einstieg in die S-Bahn-Fahrzeuge zu erreichen. Zur Herstellung der Barrierefreiheit des Bahnhofs wurden an beiden Bahnsteigen Aufzüge installiert; die Kosten hierfür trugen zur Hälfte die Gemeinde und Deutsche Bahn. Auf der Südseite wurde ein Kombibahnsteig entstehen: hierzu wurde der bestehende Bahnsteig in Richtung Essen weiter an den neuen Busbahnhof verlegt. Außerdem wurde die Holzüberdachung des Hausbahnsteigs saniert und neue Wegeleit- und Fahrgastinformationssysteme wurden eingerichtet. Die Umbauarbeiten sollten ursprünglich bis Ende 2020 abgeschlossen werden, doch die aufwändige Sanierung der historischen Überdachung sprengte diesen Zeitplan. Der Umbau wurde im September 2021 beendet.